# Негари Терфа
Негари Терфа — эфиопский бегун на длинные дистанции, который специализируется в марафоне. Бронзовый призёр марафона в Порту 2008 года с результатом 2:13.19. Занял 5-е место на Лос-Анджелесском марафоне 2009 года — 2:10.53. Бронзовый призёр  Берлинского марафона 2009 года с результатом 2:07.41. Стал победителем марафона в Сан-Диего 2011 года.
Победитель Сямыньского марафона 2013 года. Победитель Римского марафона 2013 года с результатом 2:07.56.